# Белобрюхая славковая муравьянка
Белобрюхая славковая муравьянка (лат. Myrmeciza longipes) — вид птиц из семейства типичных муравьеловковых (Thamnophilidae). Единственный вид рода славковых муравьянок (Myrmeciza). Выделяют четыре подвида. Распространены в Новом Свете от Панамы до севера Бразилии и Тринидада.

## Таксономия
Белобрюхая славковая муравьянка впервые описана в 1825 году английским орнитологом Уильямом Свенсоном под биноменом  Drymophila longipes.  Род Myrmeciza был введён английским зоологом Джорджем Робертом Греем в 1841 с белобрюхой славковой муравьянкой в качестве типового вида.
Ранее в состав рода включали более 20 видов. Опубликованное в 2013 году молекулярно-филогенетическое исследование показало, что род Myrmeciza является полифилетическим. В результате в составе рода оставили всего один вид, а остальные виды переведены в 12 других родов.
Выделяют четыре подвида:
- Myrmeciza longipes panamensis Ridgway, 1908 – восток Панамы и север Колумбии
- Myrmeciza longipes longipes (Swainson, 1825) – северо-восток Колумбии, север Венесуэлы и Тринидад
- Myrmeciza longipes boucardi von Berlepsch, 1888 – север центральной части Колумбии
- Myrmeciza longipes griseipectus von Berlepsch & Hartert, 1902 – юго-восток Колумбии, юг Венесуэлы, Гайана и север-восток Бразилии

## Описание
Белобрюхая славковая муравьянка достигает длины 15 см и массы 26 г. Верхняя часть тела рыжевато-коричневая, а нижняя – беловатая; бока и нижняя часть брюха коричневатые. Длинные и сильные ноги розового цвета. У самцов лицо, горло и верхняя часть груди чёрного цвета. Длинная бровь серого цвета. У самок более тёмная макушка, серые пятна на щеках и маленькие тёмные пятнышки на крыльях, и у них отсутствуют чёрные участки оперения.
Вокализация представляет собой нисходящее «chir, chir, chir-chir-chir-chirchirchirchir-chiu-chiu-chiu-chiu».

## Биология
Белобрюхая славковая муравьянка обитает в подлеске сухих и влажных тропических лесов, в редколесьях, саваннах и на плантациях. Встречается на высоте до 1750 м над уровнем моря. Питается насекомыми и другими беспозвоночными, которых ищет на земле или вблизи нее. Гнездится на деревьях, в кладке 2—3 яйца. Насиживают и самки, и самцы.